# Ricardo Bernal
Pour les articles homonymes, voir Bernal.
Ricardo Bernal (Mexique, 30 mars, 1970) est un ténor mexicain.

## Biographie
Ténor Né au Mexique, actuellement il habite à Barcelone. Il a commencé à étudier le chant à l'âge de 16 ans au Conservatoire National Supérieur de Musique (Mexique) avec la soprano Irma González, puis le professeur de chant Enrique Jaso. Par la suite il intègre le programme Merola du San Francisco Opera (États-Unis) et Opernstudio de Zurich (Suisse). Il a travaillé répertoire avec la mezzo-soprano roumaine Viorica Cortez.
Ses débuts il les a fait à l´âge de 18 ans, dans le rôle de Beppe de l´opéra Pagliacci, au Palacio de Bellas Artes (Mexique). La facilité qu´il possède dans le registre supérieur l'a amené dans ses débuts à aborder un répertoire de ténor léger, se faisant ressortir pour sa performances dans les opéras de Rossini. La couleur de sa voix et tessiture l'a amené à embrasser des répertoires lyriques, actuellement son répertoire est de ténor lyrique et lyrique léger.
Il a gagné le premier prix des concours suivants : "Voix du Pacifique" (San Francisco), "Peters Kaffe" (Vienne), la version nationale du concours "Operalia II" réalise au Mexique par Plácido Domingo (1995) et Francisco Alonso (Madrid).
En 1996, entré comme ténor soliste du théâtre de Zurich (Suisse) et l'année suivante, à Bonn et à Trèves théâtre jusqu'en l´an 2000, tout en étant invité a théâtres de première ligne comme Berlin, Cologne, Hambourg et Baden-Baden, dans lesquelles il joue différents rôles.
Dans l’actualité il participe  dans les plus importants théâtres d'opéra au Costa Rica, Venezuela,  Colombie, l'Argentine, le Panama et le Mexique.
Il a chanté à Covent Garden, à l'Opéra de Copenhague, La Fenice de Venise, Théâtre philharmonique de Vérone, Teatro Carlo-Felice de (Gênes), Teatro San Carlo de (Naples), Teatro Politeama (Palerme), Catane, San Francisco Opera, Washington National Opera, l'Opéra de Marseille et Montpellier, entre autres. En Espagne il a chante à Las Palmas de Gran Canaria, Tenerife, Valladolid, Espagne Théâtre de Madrid, Palais Euskalduna (Bilbao), le Grand théâtre du Liceu, le Teatro Real, le Teatro de la Zarzuela, entre autres.
Il a chanté avec des grands chanteurs d'opéra du monde, comme Mariella Devia, Sonia Ganassi, Dolora Zajick, Isabel Rey, Inva Mula, Patrizia Ciofi, Plácido Domingo, José Carreras, Juan Pons, Justino Diaz, Carlos Álvarez, Carlos Chausson, entre autres. Il a joué également sous la direction de Nello Santi administration, Pinchas Steinberg, Fabio Luisi, Pier Luigi Pizzi, Jean-Louis Pichon, entre autres.

## Catalogue de rôles

### Opéra
- Giacomo Puccini
  - La Bohème – Rodolfo
  - Gianni Schicchi - Rinuccio
  - Madame Butterfly - Pinkerton
- Vincenzo Bellini
  - I Capuleti e i Montecchi - Tebaldo
  - I Puritani - Arturo
- Giuseppe Verdi
  - Rigoletto - Duque de Mantua
  - La traviata - Rodolfo
  - Un ballo in maschera - Riccardo
- Gaetano Donizetti
  - L'elisir d'amore – Nemorino
  - Lucia di Lammermoor - Sir Edgardo de Ravenswood
  - Maria Stuarda – Leicester
- Gioachino Rossini
  - Otello – Otello
  - Guillaume Tell – Arnold
- Manuel Penella Moreno
  - El gato montés - Rafael Ruiz
  - Don Gil de Alcalá - Don Gil de Alcalá
- Emilio Arrieta
  - Marina - Jorge
- Richard Strauss
  - Der Rosenkavalier - Cantante italiano
- Wolfgang Amadeus Mozart
  - Die Zauberflöte - Tamino
  - Don Giovanni - Don Ottavio

### Opérette
- Federico Moreno Torroba
  - Luisa Fernanda - Aníbal
- Amadeo Vives
  - Doña Francisquita - Fernando
- Pablo Sorozábal
  - La tabernera del puerto - Leandro
  - La eterna canción – Montilla

## Discographie
- Carmina Burana de C. Orff (Mexique)
- Matilde di Shabran de G. Rossini (Allemagne)
- Gala Latina: Pópera (Espagne)
- Goyescas de Granados (France)